# Глинский, Богдан Фёдорович
Богда́н Фёдорович Глинский (ум. 1509 или 1512) — князь из рода Глинских, наместник черкасский (1488—1495) и путивльский (1495—1497). Один из атаманов украинских казаческих отрядов и руководитель военных походов против крымских татар.

## Биография
Богдан Глинский был сыном Фёдора Семёновича Глинского. Глинские считали себя потомками Рюриковичей, ветвь Ольговичей, (Кузьмин А. В. Глинские, Большая российская энциклопедия). Богдан был женат на княжне Марии Ивановне Заславской, от которой у него родился сын Владимир.
В 1488 году князь Богдан был назначен великим князем литовским Казимиром наместником в Черкассах, где сформировал вооружённые отряды, которые впервые упоминаются в турецких, польских и литовских документах, как «казаки». Во главе этих казачьих отрядов Богдан Фёдорович совершил в 1492 году военный поход на Тягиню и захватил крымскотатарский корабль. В 1493 году военный поход в устьях Днепра продолжался. Была захвачена и разрушена крымская крепость Очаков, накануне построенная крымским ханом Менгли I Гераем. В Очакове казаки захватили деньги на сумму 30 тысяч алтын и часть местных жителей увели в неволю. В это же время казаки Богдана Фёдоровича ограбили русского посла Суботу, который ехал из Валахии в Крым.
В ответ на это Менгли I Герай отправил жалобу на действия казаков великому князю литовскому Александру, в которой войска Богдана Фёдоровича назывались «козаками черкаскими». Данный конфликт послужил поводом для начала в 1493 году военного вторжения крымских и турецких войск на территорию Великого княжества Литовского.
В 1495 году Богдан был переведён на должность наместника путивльского, на которой он находился два года. 6 августа 1500 года при взятии Путивля русскими войсками Богдан попал в плен, где он и умер в 1509 или 1512 году.